# Alfred Meissner
Cet article concerne l'écrivain autrichien. Pour le ministre de la justice tchèque, voir Alfréd Meissner.
Alfred Meißner, ou Alfred Meissner, ou Alfred von Meissner (né le 15 octobre 1822 à Teplitz et décédé le 29 mai 1885 à  Bregenz) est un écrivain autrichien qui a grandi en royaume de Bohême. Proche du groupe nationaliste Jeune Bohême, il est un observateur averti de la révolution de mars 1848 et de son parlement. Il rédige l'œuvre poétique Ziska qui lui apporte la renommée. Il écrit ensuite des romans à succès dont la paternité lui est disputée par son nègre Franz Hedrich. Le chantage auquel l'expose ce dernier pousse finalement Meissner au suicide.

## Biographie
Meissner est le petit-fils de l'écrivain du XVIIIe siècle August Gottlieb Meißner et fils du médecin aux thermes de Teplitz Eduard Meißner (1785-1868) ainsi que de sa femme Karolina, écossaise de naissance et née May von Invernay. Elle lui enseigne l'anglais et l'initie à la poésie. Il lit également les œuvres de Ludwig Tieck, Christoph August Tiedge et Elisa von der Recke, ainsi que Gottlob von Quandt. Les opinions politiques libérales de son père valent à celui-ci des ennuis avec la police autrichienne qui finira par l'obliger à déménager à Carlsbad. Alfred passe son enfance à Teplitz et y fréquente l'école du cloître local. En 1835, il entre au lycée Altstädter Gymnasium de Prague avant d'en fréquenter l'université où il étudie la médecine à partir de 1840. Il obtient son titre de docteur le 2 juillet 1846. À Prague, il entre en contact avec les cercles littéraires locaux. Déjà en 1838, encore écolier, il publie dans le journal littéraire Ost und West. Il a ainsi beaucoup d'auteurs libéraux dans ses amis comme Max Schlesinger, Leopold Kompert, Isidor Heller, Moritz Hartmann, qui sont connus dans l'histoire de la littérature comme le mouvement Jeune Bohême sur le modèle du mouvement Jeune Allemagne,.
Après la fin de ses études, Meissner ne pratique la médecine à l'hôpital qu'un temps. En effet, en 1846 et contre la volonté paternelle, il décide de se lancer dans une carrière d'écrivain. Il déménage alors à Leipzig, comme beaucoup de consorts et notamment Hartmann, afin d'éviter la censure autrichienne imposée par le régime d'alors mené par le ministre-président autrichien Metternich. Il se rend également régulièrement à Dresde, où il rencontre Robert Schumann, Richard Wagner et Karl Gutzkow, avec lequel il reste lié d'amitié sa vie durant. À cette période, il publie son œuvre majeure : Ziska, un recueil de poèmes sur le héros bohémien éponyme. L'ouvrage est orienté contre le clergé et les Habsbourg. Il reçoit un accueil favorable en Tchéquie et est censuré en Autriche. Celle-ci réclame même que la Saxe livre l'auteur à son pays natal,.
Par prudence, Meissner décide en 1847 de fuir à Paris en passant par Bruxelles. Il y reste au 41 faubourg Poissonnière dix mois et y converse beaucoup avec Heinrich Heine, alors malade, mais aussi avec les grands écrivains français : Hugo, Stendhal, Nerval, Balzac, George Sand, Mérimée, Musset ; et les émigrés : Adam Mickiewicz ou Jacob Venedey,.
Meissner retourne alors brièvement à Prague, où il est élu par le comité national tchèque pour le parlement de Francfort. Il se rend donc en 1848 à Francfort-sur-le-Main.
Il connaît de nombreux députés, surtout du camp libéral de gauche. Lors de l'hiver 1848, il retourne à Paris, rencontre Mikhaïl Bakounine et Georg Herwegh, et rédige les Revolutionäre Studien aus Paris : les études révolutionnaires depuis Paris,.
Il voyage en 1850 en Angleterre et en Écosse. Il s'essaie au théâtre sans succès, mais en rencontre plus avec ses récits fictifs. Le décès de son père lui permet d'améliorer sa situation financière et d'acheter une maison à Bregenz en 1869, qu'il occupe jusqu'à sa mort. Il épouse la même année une certaine Marie Begg v. Albansberg,.
La mort de son épouse le 14 novembre 1878 à seulement 24 ans, le mine. Par ailleurs, Meissner utilise à partir des années 1850 un nègre pour la plupart de ses grands romans en la personne de Franz Hedrich. Ce dernier fait chanter Meissner entre 1884 et 1885, le menaçant de rendre public son existence. Meissner tente alors de se donner la mort. Il se tranche les veines et meurt quelques jours plus tard de sepsis.

## Œuvre
- (de) Gedichte, Leipzig, Reclam, 1845
- (de) Ziska. Gesänge, Leipzig, Herbig, 1846
- (de) Revolutionäre Studien aus Paris., t. 2, Francfort-sur-le-Main, Literarische Anst, 1849
- (de) Der Pfarrer von Grafenried. Eine deutsche Lebensgeschichte, Hambourg, Hoffmann u. Campe, 1855
- (de) Heinrich Heine. Erinnerungen, Hambourg, Hoffmann u. Campe, 1856
- (de) Durch Sardinien. Bilder von Festland und Insel, Leipzig, Herbig, 1859
- (de) Dramatische Werke, t. 3, Leipzig, Herbig, 1857-1859
- (de) Die Sansara. Roman in vier Bänden, Leipzig, Herbig, 1858
- (de) Schwarzgelb. Roman aus Österreichs letzten zwölf Jahren, t. 8, Berlin, Janke, 1862-1864
- (de) Gesammelte Schriften, t. 18, Leipzig, Grunow, 1871-1875
- (de) Geschichte meines Lebens, t. 2, Teschen et Vienne, Prochaska, 1884
- (de) Rolf Weber (dir.), Ich traf auch Heine in Paris. Unter Künstlern u. Revolutionären in den Metropolen Europas, Berlin, Der Morgen, 1973

### Sur la controverse Meißner - Hedrích
- (de) Robert Byr, Die Antwort Alfred Meißner's., Munich, Commissions-Verlag, 1889
- (de) Franz Hedrich, Alfred Meissner - Franz Hedrich. Replik., Leipzig, Danz, 1889
- (de) Franz Hedrich, Alfred Meißner – Franz Hedrich. Geschichte ihres literarischen Verhältnisses auf Grundlage der Briefe, die Alfred Meißner seit dem Jahre 1854 bis zu seinem Tode 1885 an Franz Hedrich geschrieben, Berlin, Janke, 1890
- (de) Karl Emil Franzos, Deutsche Dichtung, t. 7, Dresde, 1889/90, « Alfred Meißner - Franz Hedrich. I.-V. », p. 141-147, 196-203, 221-228, 271-276, 290-300